# Les Trois Royaumes (manhua)
Pour les articles homonymes, voir Trois Royaumes.
Les Trois Royaumes  (chinois simplifié : 三国志 ; chinois traditionnel : 三國志 ; pinyin : Sān Guó Zhì) est un manhua (bande dessinée chinoise) de Li Zhiqing (ou Lee Chi Ching) paru en français chez les Éditions du temps.
C'est une des nombreuses adaptations de l'Histoire des Trois Royaumes.